# Nikołaj Siewiercow

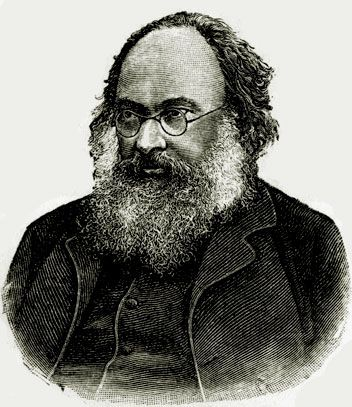
Nikołaj Siewiercow

Nikołaj Aleksiejewicz Siewiercow (ur. 5 listopada 1827, zm. 8 lutego 1885) – rosyjski podróżnik i przyrodnik.
Siewiercow jest autorem m.in.: Vertical and Horizontal Distribution of Turkestan Wildlife (1873), które zawiera pierwszy opis wielu gatunków zwierząt. Wśród nich podgatunek owcy dzikiej, nazwanej później od jego nazwiska Ovis ammon severtzovi. Opisał także kilka gatunków i podgatunków ptaków, m.in.:
- krogulca krótkonogiego (Accipiter brevipes) (Severtzov, 1850)
- płochacza płowego (Prunella fulvescens) (Severtzow, 1873)
- sikorczaka tybetańskiego (Leptopoecile sophiae) Severtzow, 1873
- słowiczka białosternego (Calliope pectoralis) (Severtzow 1873)
- remiza jasnogłowego (R. (p.) coronatus) (Severtzov, 1873) – podgatunek remiza zwyczajnego

Jego imieniem nazwano m.in. dziwonię łuskowaną (Carpodacus severtzovi).